# 萨沃

萨沃历史省份的盾徽

萨沃（芬蘭語：Savo），或称萨沃尼亚（英語：Savonia），是芬兰的一个历史省份，位于芬兰东部卡累利阿和海梅之间。其范围大致在现今的两个行政区内，即南萨沃区（最西南部属于历史上的海梅及卡累利阿区域）和北萨沃区（最西部属于历史上的海梅区域，最东部属于历史上的卡累利阿区域）。
萨沃地区通行萨沃方言群，该方言群的通行范围还包括现今的北卡累利阿區、凱努區、中芬蘭區的大部分、派耶特海梅区的东北部以及南博滕區的湖区地带。

## 历史

现今北萨沃区（Pohjois-Savo）及南萨沃区（Etelä-Savo）的地图，红实线为萨沃历史省份的边界，红虚线为大萨沃（Suur-Savo）和小萨沃（Vähä-Savo）的分界

铁器时代末期在萨沃地区就有人定居。萨沃地区的边界大致在15世纪开始成型。中世纪时萨沃人时常需要防卫自己的边界。西边要防卫来自海梅地区的攻击，东边的边界也就是1323年签订的据内特堡和约划定的国境线。16世纪时确定了与海梅和卡累利阿的边界，三个历史省份的交界处位于曼蒂哈爾尤的瑙拉岛上。岛上的岩石上敲打了三角的边界，与海梅省的边界线朝北延伸，与卡累利阿省的边界朝东延伸（海梅省与卡累利阿省的边界朝南延伸）。
萨沃历史省份的行政中心位于奧拉維城堡。城堡在1475年为了防护东部边界而修建。1548年萨沃地区划分成六个行政管理区。教会在这个时候划分成四个堂区。
俄瑞战争结束后鉴定的条约划定了萨沃历史省份的东部边界，大致沿着现今的凱努區直至南卡累利阿區。